# Nationalpark Zombitse-Vohibasia
Der Nationalpark Zombitse-Vohibasia (französisch: Parc National Zombitse Vohibasia) ist ein Schutzgebiet im Südwesten von Madagaskar. Es liegt in der Region Atsimo-Andrefana, wurde 2002 ausgewiesen und ist 360 km² groß. Kennzeichnend für den Park sind Laubregenwälder. Ende der 1990er Jahre war das Gebiet durch den Bergbau bedroht, nachdem man dort eine Lagerstätte mit Saphiren entdeckt hatte.